# Пятьдесят сантимов «Марианна»
Выпуск монеты в 50 сантимов начат после денежной реформы, когда в январе 1960 года был введён «новый франк», равный 100 старым. Аверс монеты с изображением Марианны разработал Анри Лагрифул, реверс — Альбер Дьёдонне.
Монета чеканилась в 1962—1964 годах. В 1965 году была начата чеканка новой монеты — полфранка типа «Сеятельница», и 1 ноября 1965-го 50 сантимов были изъяты из обращения.
| Год  | Тираж      | Примечания                      |
| ---- | ---------- | ------------------------------- |
| 1962 | ???        | Пробные монеты                  |
| 1962 | 32 560 000 | Разновидности — 3 или 4 складки |
| 1963 | 92 482 000 | Разновидности — 3 или 4 складки |
| 1964 | 41 446 000 |                                 |

Монеты 1962 и 1963 годов имеют две разновидности, отличающиеся количеством складок на одежде Марианны (3 или 4).

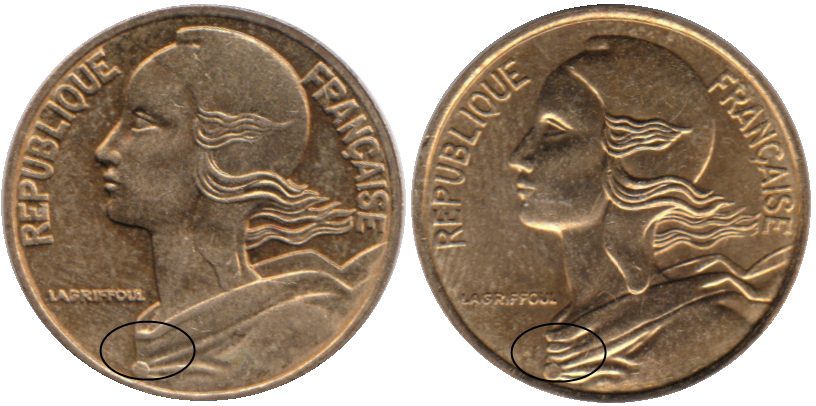
3 складки — слева, 4 складки — справа